# Rio Negro (vattendrag i Brasilien, lat -26,10, long -49,78)
Rio Negro är ett vattendrag i Brasilien. Det ligger i den södra delen av landet, 1 200 km söder om huvudstaden Brasília.
I omgivningarna runt Rio Negro växer huvudsakligen savannskog. Runt Rio Negro är det ganska tätbefolkat, med 60 invånare per kvadratkilometer.